# Paris-Gletscher
Der Paris-Gletscher ist ein rund 50 km langer, schnell fließender Gletscher an der Bakutis-Küste im westantarktischen Marie-Byrd-Land. Er fließt in nördlicher Richtung in das Brennan Inlet, das er unmittelbar östlich der Scott-Halbinsel erreicht und wo er in das Getz-Schelfeis mündet. Er gehört zu einem von neun Gletschern in diesem Gebiet, die aufgrund der globalen Erwärmung besonders rasch abschmelzen. Die weiteren acht Gletscher sind der der Genf-Gletscher, der Rio-Gletscher, der Berlin-Gletscher, der Kyoto-Gletscher, der Bali-Gletscher, der Stockholm-Gletscher, der Incheon-Gletscher und der Glasgow-Gletscher.
Namensgebend ist seit 2021 das Übereinkommen von Paris zum Klimaschutz, das im Rahmen der UN-Klimakonferenz in Paris 2015 getroffen wurde.